# Maria Magdalena Koller
Maria Magdalena Koller (* 25. September 1957 in Feldbach in der Steiermark; † 21. Februar 2019 in Wien) war eine österreichische Filmregisseurin und Drehbuchautorin.

## Leben
Maria Magdalena Koller studierte Germanistik, Geschichte und Philosophie an der Universität Graz. Sie promovierte 1985 mit dem Thema „Wirtschaftspolitik im Nationalsozialismus“. Nach ihrer Tätigkeit als AHS-Lehrerin, arbeitete sie fünf Jahre im Team von Hugo Portisch. Seit 1992 war sie als Drehbuchautorin und Filmregisseurin tätig. Zu ihren Werken zählen insbesondere Dokumentationen aus den Bereichen Geschichte, Gesellschaftspolitik, Kultur, Religion sowie Naturfilme. Eine Vielzahl der Werke wurde in Kooperation mit deutschen Sendern sowie Arte produziert und mehrfach preisgekrönt. Von 2013 bis 2015 hatte sie eine Professur für Dramaturgie an der Karl-Franzens-Universität Graz inne.
Koller wurde unter anderem mit dem Golden Eagle Award 2009 und dem Österreichischen Volksbildungspreis 1999, für die Dokumentation Kommando Zwangsarbeit ausgezeichnet. Für ihre ORF-Dokumentation „Wir schweigen nicht“ erhielt sie 2001 die Silver World Medal bei den New York Festivals und wurde für den Prix Europe in Berlin nominiert. Die ORF-Dokumentation handelt von der Gewalt gegen Frauen während des Balkankrieges. Erstmals sprechen Frauen öffentlich über ihr Leid. Der Film wurde weltweit gezeigt. Mit dem Doku-Drama Mutter Teresa – Heilige der Dunkelheit gelang Koller ein ergreifendes Porträt und menschlicher Nachruf auf eine große Persönlichkeit. Der Film beleuchtet das Leben der weltweitbekannten Missionarin und erzählt von ihren inneren Konflikten und der nicht immer einfachen Liebe zu Gott. Die internationale Koproduktion Triumph der Tomate schildert den weltweiten Eroberungsfeldzug dieser begehrten Frucht auf sinnliche Weise. Dafür erhielt Koller mehrere internationale Auszeichnungen, u. a. den Silver Dolphin bei den Corporate Media&TV Awards in Cannes. 2022 wurden zwei neue Paradeiser-Sorten nach ihr benannt.
Koller lebte mit ihrem Mann, dem Cartoonisten Gerald Mayerhofer, in Wien.

## Filmografie
- 1986–1990: Österreich I (ORF-Dokumentation, Mitarbeit am Drehbuch)
- 1990–1991: Hört die Signale (ORF-Dokumentation, Mitarbeit am Drehbuch)
- 1993–1995: Die Zukunft des Alterns (ORF-Dokumentation, Buch und Regie)
- 1996–1997: Alltagskultur (ORF-Dokumentation, Buch und Regie)
- 1998: Hunger nach Liebe (ORF/3sat Reportage, Buch und Regie)
- 1997–1998: Der Duft des Waldes (ORF-Dokumentation, Buch und Regie)
- 1999: Kommando Zwangsarbeit (ORF-Dokumentation, Buch und Regie)
- 1999: Liebe im Krieg (ORF-Dokumentation, Buch und Regie)
- 2000: Makellos schön (ORF/3sat Dokumentation, Buch und Regie)
- 2001: Wir schweigen nicht (ORF-Dokumentation, Buch und Regie)
- 2003: Kap Verde – Insel der Sehnsucht (3sat-Dokumentation, Buch und Regie)
- 2003: Otto von Habsburg – Kaisersohn ohne Krone (ORF-Dokumentation, Buch und Regie)
- 2003: Der Griff nach dem Leben (ORF-Dokumentation, Buch und Regie)
- 2003: Lechtal-Lebensraum Berg (ORF/NDR-Dokumentation, Buch und Regie)
- 2004: Die Seelenheiler (ORF-Dokumentation, Buch und Regie)
- 2004: Der Mehlspeisadel (ORF/ARTE Dokumentation, Buch und Regie)
- 2005: Der Almsommer (ORF/ARTE-Dokumentation, Buch und Regie)
- 2006: Große Lust (ORF/Bayerischer Rundfunk Dokumentation, Regie)
- 2006: Engel, gibt’s die? (ORF-Dokumentation, Buch und Regie)
- 2007/2008: Tod im Morgengrauen (ORF/ZDF/ARTE Doku-Drama, Buch und Regie)
- 2009/2010: Mutter Teresa – Heilige der Dunkelheit (ORF/ZDF/ARTE Doku-Drama, Buch und Regie)
- 2012/2014: Triumph der Tomate (ORF/ARTE/CCTV9 China, Buch und Regie)
- 2016: Die Kunst des Heilens (ORF-Dokumentation, Buch und Regie)

## Auszeichnungen
- 1999: Fernsehpreis der Österreichischen Erwachsenenbildung für „Kommando Zwangsarbeit“
- 2001: Silver World Medal / New York Festivals für „Wir schweigen nicht“
- 2008: Golden Eagle Award / Washington für „Tod im Morgengrauen“
- 2015: Silver Dolphin / Corporate Media&TV Awards / Cannes und NaturVision / Filmfestival Ludwigsburg für „Triumph der Tomate“